# Yann Boissière
Yann Boissière, né le 27 janvier 1962 à Lille, est un rabbin libéral français. Il officie à la  synagogue Beaugrenelle, du Judaïsme en mouvement, située dans le 15e arrondissement de Paris. 
Il est le fondateur et président de l'association de dialogue interconvictionnel « Les Voix de la Paix ».

## Biographie
Yann Boissière étudie la linguistique et la civilisation anglo-saxonne à l'université Sorbonne-Nouvelle et à l'université de Bourgogne de Dijon, puis la réalisation au Conservatoire libre du cinéma français à Paris. Pendant 15 ans, il est scénariste pour le cinéma et la télévision. Il est également créatif publicitaire en recherche de noms de marques et de nouveaux produits.  
À la suite d'un enseignement de Pierre-Henri Salfati, qui lui semble le révéler à lui-même, Boissière se convertit au judaïsme. De 1999 à 2007, il enseigne et dirige le Talmud Torah à la synagogue de Beaugrenelle, dans le 15e arrondissement de Paris . Il étudie l'hébreu et la théologie juive à l'université Paris-Sorbonne et à l'École des hautes études en sciences sociales. Il participe à la traduction du penseur juif contemporain Yeshayahou Leibowitz aux côtés de Gérard Haddad dans deux ouvrages en 2007 et 2010,. 
À Jérusalem, il suit les cours de la Conservative Yeshiva (Fuchsberg Jerusalem Center) et de l'Institut Steinsaltz. Il soutient son mémoire de fin d'études au séminaire rabbinique de l'université de Potsdam, le (en)Abraham-Geiger Kolleg. Le 23 novembre 2011, il est ordonné rabbin à Bamberg, en Allemagne. En 2012, il devient rabbin de la synagogue Beaugrenelle, aux côtés de Delphine Horvilleur, qui y officie depuis 2008. La synagogue est membre du Mouvement juif libéral de France (MJLF, fondé en 1977 par Daniel Farhi) puis en 2019 de Judaïsme en mouvement,,,.
Intéressé par le dialogue interreligieux, Yann Boissière donne des conférences à la Fraternité d'Abraham, l'Amitié judéo-chrétienne de France, Coexister, et enseigne au Collège des Bernardins et à Espace culturel et universitaire juif d'Europe (ECUJE) à Paris,,,. Il est secrétaire général du conseil d'administration de l'Institut des hautes études du monde religieux (IHEMR).
À la suite des attentats de janvier et du 13 novembre 2015 en France, avec notamment l'attaque meurtrière contre la rédaction de Charlie Hebdo et la prise d'otages du magasin Hyper Cacher de la porte de Vincennes, il organise le 22 mars 2016 à hôtel de ville de Paris une journée interconvictionnelle pour la paix,,,. Sont présents, outre la maire de Paris Anne Hidalgo, de nombreuses personnalités civiles et religieuses,. Il fonde alors d'association Les Voix de la paix, dont il est président,. 
En 2022, il organise un voyage d'étude en Israël et dans les territoires palestiniens, avec 63 personnes,,. Il réalise à son retour une exposition itinérante, illustrée par des photographies de Karine Sicard Bouvatier.
Il intervient également auprès de think tank dans le monde de l'entreprise.

## Décorations
- Chevalier de l'ordre national du Mérite, décoration remise le 1er octobre 2019 des mains du Premier ministre Bernard Cazeneuve[27],[28]

## Publications

### Ouvrages
- Yann Boissière, Éloge de la loi, Paris, Éditions du Cerf, mai 2017, 304 p. (ISBN 9782204107945)
- Yann Boissière, Heureux comme un juif en France ? : Réflexions d'un rabbin engagé, Paris, Éditions Tallandier, 4 mars 2021, 160 p. (ISBN 9791021039056, lire en ligne)
- Yann Boissière, Courage, croyons ! Pour en finir avec les clichés anti-religieux, Paris, Desclée de Brouwer, 7 septembre 2022, 168 p. (ISBN 2220097897)
- Yann Boissière, Le Devoir d'espérance : Faire face à la crise spirituelle, Paris, Desclée de Brouwer, 21 août 2024, 200 p. (EAN 9782220098470)[29]

### Ouvrages collectifs
- Yann Boissière, « Spiritualité », « Le livre brûlé, Marc-Alain Ouaknin », dans Jean Leselbaum (dir.) et Antoine Spire, Dictionnaire du judaïsme français depuis 1944, Paris, Armand Colin, 20 novembre 2013, 976 p. (ISBN 2200289545)
- Yann Boissière, « Vérité », « Péché », Le réel », dans Federico Dainin Jôkô Procopio (dir.), Écouter, contempler, s'émerveiller, Paris, Hachette, 28 août 2019, 252 p. (ISBN 978-2-01-240829-6)
- Yann Boissière (dir.) (postface Raphaël Enthoven), Restaurer la confiance aujourd'hui, Paris, Hermann, 2 septembre 2020, 122 p. (ISBN 9791037003805)
- Yann Boissière, « Jacob. L’homme clivé », dans Marie-Noëlle Thabut, Jean-Marie Guénois, Les Grandes Figures de la Bible, Paris, Tallandier, 5 novembre 2020, 364 p. (ISBN 9791021032088, lire en ligne), p. 75 à 92
- Yann Boissière, « Difficile lucidité », dans Danielle Cohen-Levinas (dir.), Le Monde d'après : 7 octobre 2023, Paris, Le Cerf, 3 octobre 2024, 262 p. (ISBN 2204167290, lire en ligne), p. 75 à 92

### Traductions et commentaires
- Yeshayahou Leibowitz (trad. de l'hébreu par Yann Boissière et Gérard Haddad), Les Fondements du judaïsme : Causeries sur les Pirqé Avot (aphorismes des Pères) et sur Maïmonide, Paris, Éditions du Cerf, mai 2007, 192 p. (ISBN 9782204082990)
- Yeshayahou Leibowitz (trad. de l'hébreu par Yann Boissière et Gérard Haddad), Corps et esprit : Le problème psycho-physique, Paris, Éditions du Cerf, 21 janvier 2010, 110 p. (ISBN 978-2-204-08652-3)